# Kathedraal van Las Palmas de Gran Canaria
De kathedraal van Las Palmas de Gran Canaria, ook wel Sint-Annakathedraal (Spaans: Catedral de Santa-Ana), is de zetel van het rooms-katholieke bisdom Canarische Eilanden en een kathedraal en basiliek in de Spaanse stad Las Palmas de Gran Canaria op Gran Canaria. Zij wordt gezien als het belangrijkste gebouw van de religieuze architectuur van de Canarische Eilanden.

## Geschiedenis
Met de bouw van de kerk werd begonnen in 1497 in opdracht van het Katholieke Koningspaar. De bouw duurde tot 1570, toen er niet verder gebouwd kon worden door financiële tekorten. Doordat er pas in 1781 weer verder werd gebouwd, kent de kathedraal verschillende bouwstijlen: het interieur is vooral gotisch, de buitenkant is eerder neoclassicistisch.
Tot aan het begin van de 19e eeuw was de kathedraal de enige op de Canarische Eilanden, daarna werden de westelijk gelegen eilanden samen ingedeeld in een nieuw bisdom (bisdom San Cristóbal de la Laguna), waardoor er sindsdien twee bisdommen zijn in de eilandengroep. In 1894 werd de kerk de eerste basiliek op de Canarische Eilanden dankzij Paus Leo XIII.